# Avram Davidson
Avram Davidson (ur. 23 kwietnia 1923, zm. 8 maja 1993)  – amerykański pisarz fantastyki i literatury kryminalnej oraz wielu utworów nie pasujących do konkretnego gatunku. W ciągu swojego życia opublikował 17 powieści i napisał ponad 200 opowiadań i esejów. Zdobył nagrodę Hugo, trzy nagrody World Fantasy Award, w tym za całokształt twórczości (World Fantasy Life Achievement), a także nagrodę „Ellery Queen's Mystery Magazine” i Nagrodę im. Edgara Allana Poego na polu literatury kryminalnej.

## Życiorys
Urodził się w rodzinie ortodoksyjnych Żydów i do wieku dojrzałego kultywował wiarę. Służył jako sanitariusz w piechocie morskiej Stanów Zjednoczonych w latach 1942–1945 podczas wojny na Pacyfiku, a potem w armii izraelskiej w wojnie arabsko-izraelskiej 1948–1949. Przed wojną studiował krótko antropologię na Uniwersytecie Nowojorskim, a w latach 40. uczęszczał na Yeshiva University w Nowym Jorku. Nigdy nie zdobył formalnego wykształcenia, mimo to w latach 70. wykładał na University of Texas at El Paso oraz na Uniwersytecie Kalifornijskim w Irvine, a także w College of William & Mary w Williamsburgu.
W latach 70. mieszkał w Japonii, gdzie zmienił wiarę na Tenri-kyō.
Debiut literacki Davidsona to opowiadania i eseje publikowane w magazynie „Orthodox Jewish Life” w 1949. Jego pierwszym utworem z zakresu fantastyki było opowiadanie My Boy Friend's Name is Jello dla „The Magazine of Fantasy & Science Fiction” w 1954. W latach 1962–1964 został redaktorem naczelnym tego pisma. Jego ostatnia powieść, The Boss in the Wall: The Treatise on the House Devil, została ukończona przez jego byłą żonę, Granię Davis i zdobyła nominację do Nagrody Nebula w 1998.
Była żonaty z pisarką, Granią Davis. Miał syna Ethana.